# ストーカー (1972年の小説)
『ストーカー』（ロシア語: Пикник на обочине、Piknik na obochine、IPA：[pʲɪkˈnʲik nɐ ɐˈbotɕɪnʲe]、英語: Roadside Picnic、原題訳:路傍のピクニック）は、ストルガツキー兄弟によって1971年に書かれ、1972年に出版されたロシアの長編小説。1979年にアンドレイ・タルコフスキー監督、ストルガツキー兄弟脚本で『ストーカー』(ロシア語: Сталкер)のタイトルで映画化された。邦訳は映画に合わせたタイトルで1983年早川書房より深見弾訳で刊行された。

## あらすじ
地球に来訪し地球人と接触することなく去っていった異星の超文明が地球に残したのは何が起こるかだれにも予測できない謎の地帯≪ゾーン≫だった。ゾーンの謎を探るべく、国際地球外文化研究所が設立され、その管理と研究が始められた。
だが警戒厳重なゾーンに不法侵入し、異星文明が残していった奇妙な遺物を命がけで持ちだす者たち、ストーカーが現われた。そのストーカーの一人、レドリック・シュハルトが案内するゾーンの実体とは。異星の超文明が来訪したその目的とは何か。
作品は、導入部と4つの章からなる。
第1章
研究所で正規のガイドを勤めていたレドリックは、友人・キリールの研究が行き詰まっているのを見かねて彼をゾーンへと誘う。助手・テンダーを連れて三人でゾーンへ向かうレドリックは、そこで奇妙な銀の蜘蛛の巣に遭遇するも、辛うじて切り抜けて、首尾よく目当ての〈空罐〉を回収してくる事に成功する。自分が何かを成し遂げられたような達成感や友人の助けになれた事に満足を覚えていたレドリックは、しかし蜘蛛の巣に触れたキリールが突如として死んだことを知らされる。そして愕然とするレドリックは、恋人・グータから妊娠を告げられる。ストーカーの子供はゾーンの影響で奇形が多いという。どうするべきか、レドリックにはわからなかった。
第2章
〈禿鷹〉バーブリッジと共にレドリックはストーカーを続けていた。負傷したバーブリッジはしきりと願いを叶えてくれる〈黄金の玉〉について語り、無事に連れ帰ってくれたら〈玉〉の場所について教えると繰り返す。レドリックは邪険にし、その話を聞き流しながらも両足を失ったバーブリッジを連れ帰って闇医者に治療を任せる。奇形の娘〈モンキー〉を抱え、妻・グータとは不仲になりつつあったが、レドリックは家族の為に金を稼げた事に満足をしていた。しかし苦労して手に入れた品を売りさばきに行く途中、レドリックは警察によって逮捕されてしまう。辛うじて逃げ出したレドリックは知り合いのヌーナンに家族を頼み、刑期を短縮するために自首をする。
第3章
研究所で勤務するヌーナンは、数多くいたストーカーたちの多くが引退し、負傷し、死んでいったなかで、両足を失ったバーブリッジがゾーンの品を不法に商っていることを突き止める。バーブリッジは観光客相手のゾーン体験キャンプを主催し、その一方で若者たちをストーカーに仕立て上げていた。ヌーナンはゾーンが人類と街にもたらした影響がどうなっていくのかを考える。来訪者たちは何らかの深淵な考えがあって地球を訪れたのか。それともただ単に路傍でピクニックをして、ゴミを撒き散らしていっただけなのか。思い悩みながらヌーナンは出所したレドリックの家を訪れる。体の異常が更に進んだ〈モンキー〉、〈ゾンビ〉と化した父、そして妻・グータと共にレドリックは暮らしている。ヌーナンの不安が晴れない中、レドリックは乾杯を叫ぶ。
第4章
レドリックはバーブリッジの依頼を受けて、ゾーンへと危険な探索に向かう。助手としてついてきたのは、バーブリッジの息子・アーサーだった。レドリックは息子がゾーンに潜ることをバーブリッジは知っているのかと訝しみ、才知溢れた若者であるアーサーをどう扱ってやるべきか思い悩みながら、危険地帯を一歩ずつ進んでいく。レドリックたちの目的は、あらゆる願いを叶えるという〈黄金の玉〉だった。

## 登場人物
レドリック
本編の主な語り手。通称「レッド」。幾度か逮捕と釈放を繰り返している熟練のストーカー。恋人グータとの間に娘・モンキーをもうけ、生ける死者と化した父を含む家族4人で暮らしているが、そのために苦悩する。ゾーンの存在する街の出身者。
キリール
研究所の職員。レッドの数少ない友人。〈空罐〉に関する新発見に迫りつつあったが、サンプル不足のため研究に行き詰まっていた。レッドの提案を受け〈空罐〉回収のためゾーンに赴く。
バーブリッジ
熟練のストーカー。自分勝手な性格で、過去幾人かのストーカーを見殺しにしたといわれる。ゾーンで両足を失った自分を救ったレッドを信頼する一方、彼からは苦々しく思われている。かつて〈黄金の玉〉に接触したと自称する。
ヌーナン
第3章における語り手。研究所の職員でありストーカー達の管理を担当する一方、レッドの友人として彼の家族を見守っている。ゾーンに関わる中で、その存在を空恐ろしく感じている。
モンキー
レッドとグータの間に生まれた娘。ストーカーの子供には奇形が多いとされる通り、徐々にサルのような状態へ変貌を遂げつつある。
アーサー
バーブリッジの息子。父親に似ず優秀で生真面目な美男子であり、その理想故にレッドと共に〈黄金の玉〉を求めてゾーンへ赴く。

## 映像化
- 1977年、チェコスロバキアのテレビ局が『NávštěvazVesmíru』（宇宙からの訪問）のタイトルでミニシリーズを作った。しかし当時の政権を恐れたスタッフはテープを破棄した。現時点ではテープの所在は不明である[2]。
- 『ストーカー (1979年の映画)』 - アンドレイ・タルコフスキー監督、ストルガツキー兄弟脚本。
- 2000年には映画会社コロンビア ピクチャーズは、「After the Visitation」のタイトルで映画を作る意向を発表した。監督、脚本はグレン・モーガンとジェームズ・ウォンだと報じられた[3] 。2006年には、監督のデビッド・ジェイコブソンが彼らの代わりにこのプロジェクトに選ばれた[4][5]。同時に、ジョン・トラボルタが役の1つを演じるという情報が発表された[6]。その後、このプロジェクトの記録がIMDB.comから削除され、正式に中止となった。

- 2015年にアメリカでテレビドラマ化されると報じられたが、パイロット版の製作後にテレビシリーズ化は見送られた[7]

## 影響を受けた作品
- S.T.A.L.K.E.R. - 本作をオマージュしたゲームシリーズ。本作におけるゾーンはチェルノブイリ原発跡地と設定され、来訪者の願いを叶えるモノリスを巡って物語が展開される。
- STALKER SciFi RPG - 本作を題材にボリス・ストルガツキーから正式な許可を得て制作されたTRPG。2008年にフィンランドで発表され、2012年にバージョンアップされた英語版が全国販売された。
- 墜落世界 - 本作をオマージュした日本のTRPG。次々に墜落する宇宙船しか資源のない荒廃した世界で、墜落船回収業者として探索を行う。
- 裏世界ピクニック [8] - 本作をオマージュした日本のSF小説。裏世界と呼ばれる危険な領域から物品を持ち帰る、女子大生二人の冒険が描かれている。
- DARKER THAN BLACK -黒の契約者 - 岡村天斎による日本のテレビアニメ。登場する「地獄門（ヘルズ・ゲート）」は、本作に登場する「ゾーン」が発想のベースにある。

## その他
小説の執筆の15年後に起こったチェルノブイリ原子力発電所事故によって周辺は放射性物質によって汚染され立ち入りを禁じられた。しかし、事故から数十年が経った頃からチェルノブイリ立入禁止区域に無断で侵入し、物を持ち去る人々が現れた。彼らは「ストーカー」と呼ばれている。